# Beatificazioni del pontificato di Francesco

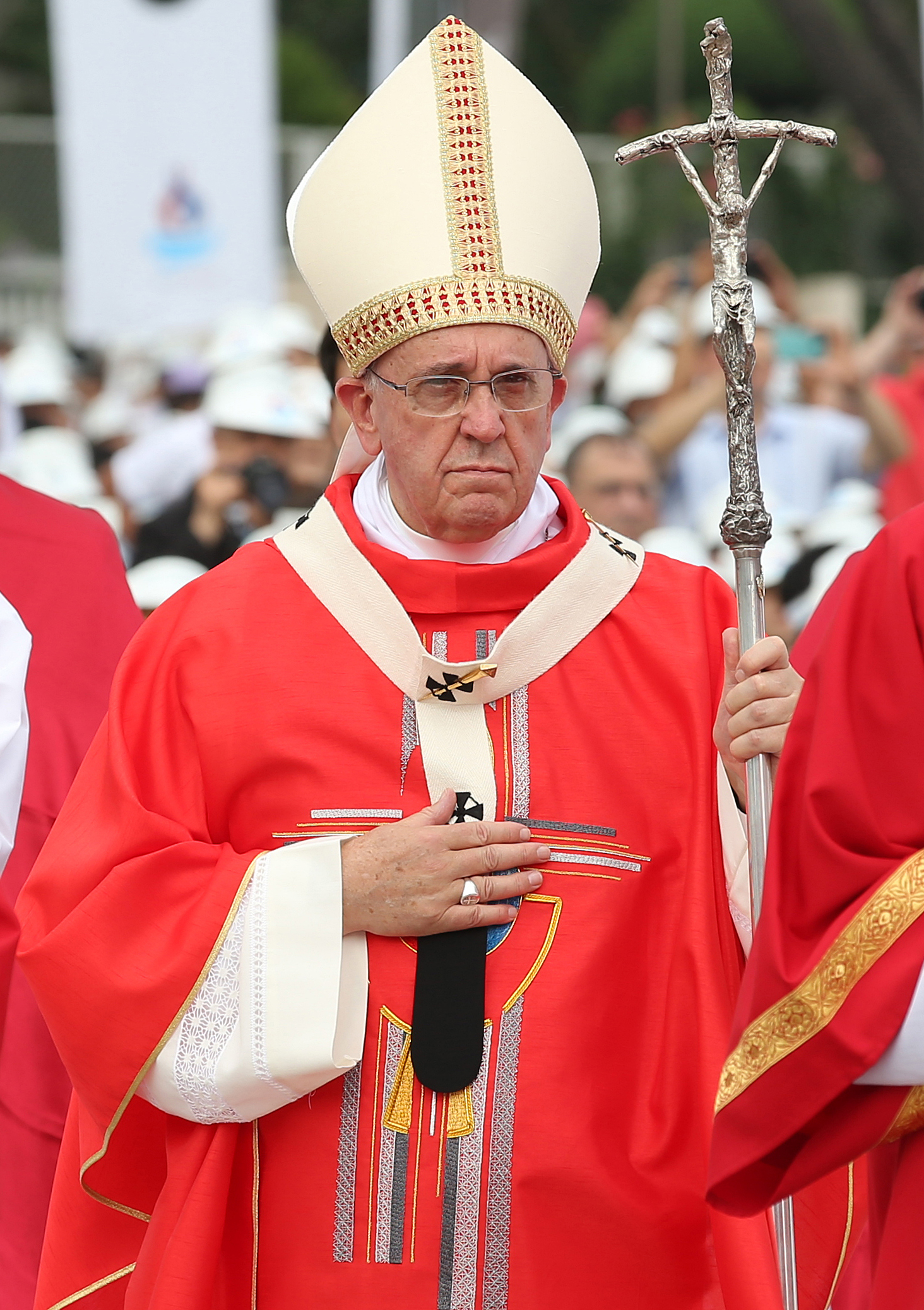
Papa Francesco

Durante il suo pontificato (2013-2025) papa Francesco ha beatificato 1541 venerabili servi di Dio, di cui 2 per equipollenza, 1 altro riconosciuto per concessione dell'indulto per la celebrazione della messa e dell'ufficio e gli altri 1538 nel corso di 178 distinte cerimonie pubbliche.
Occorre precisare che papa Francesco, come già aveva fatto papa Benedetto XVI, ha deciso di presiedere solamente i riti di canonizzazione: le beatificazioni, infatti, vengono approvate dal pontefice ed il conseguente rito di beatificazione è celebrato da un cardinale o un arcivescovo in qualità di delegato pontificio. Il Santo Padre ha presieduto di persona soltanto 6 cerimonie di beatificazione (2 in Vaticano, 1 in Corea del Sud, 1 in Colombia, 1 in Romania e 1 in Belgio).
Segue la lista delle beatificazioni celebrate nel corso del pontificato di papa Francesco.

## Riti del 2013
- Cerimonia del 7 aprile, celebrata nella cattedrale di Cordova, presieduta dal cardinale Angelo Amato:
  - Cristoforo di Santa Caterina (1638-1690), sacerdote del Terzo Ordine Regolare di San Francesco, fondatore delle Suore Ospedaliere di Gesù Nazareno.
- Cerimonia del 13 aprile, celebrata nella basilica di San Marco a Venezia, presieduta dal cardinale Angelo Amato:
  - Luca Passi (1789-1866), sacerdote, fondatore delle Suore Maestre di Santa Dorotea.
- Cerimonia del 21 aprile, celebrata in piazza Garibaldi a Sondrio, presieduta dal cardinale Angelo Amato:
  - Nicolò Rusca (1563-1618), sacerdote, martire.
- Cerimonia del 4 maggio, celebrata a Baependi, presieduta dal cardinale Angelo Amato:
  - Francisca de Paula de Jesus (1810-1895), laica secolare della diocesi di Campanha.
- Cerimonia dell'11 maggio, celebrata nella basilica di San Paolo fuori le mura a Roma, presieduta dal cardinale Tarcisio Bertone:
  - Luigi Novarese (1914-1984), sacerdote, fondatore dei Volontari della Sofferenza e dei Silenziosi operai della Croce.
- Cerimonia del 25 maggio, celebrata al Foro Italico Umberto I di Palermo, presieduta dal cardinale Salvatore De Giorgi:
  - Giuseppe Puglisi (1937-1993), sacerdote, martire.
- Cerimonia del 9 giugno, celebrata presso il santuario della Divina Misericordia di Cracovia, presieduta dal cardinale Angelo Amato:
  - Zofia Czeska-Maciejowska (1584-1650), fondatrice delle Vergini della Presentazione della Beata Vergine Maria;
  - Maria Margherita Szewczyk (1828-1905), cofondatrice delle Figlie della Beata Vergine Maria Addolorata.
- Cerimonia del 15 giugno, celebrata in piazza dei Martiri a Carpi, presieduta dal cardinale Angelo Amato:
  - Odoardo Focherini (1907-1944), padre di famiglia, martire.
- Cerimonia del 31 agosto, celebrata al Palaexpo di Bucarest, presieduta dal cardinale Angelo Amato:
  - Vladimir Ghika (1873-1954), sacerdote, martire.
- Cerimonia del 2 settembre, celebrata nella cattedrale di Messina, presieduta dal cardinale Angelo Amato:
  - Antonio Franco (1585-1626), prelato ordinario di Santa Lucia del Mela.
- Cerimonia del 7 settembre, celebrata in piazza XX settembre a Rovigo, presieduta dal cardinale Angelo Amato:
  - Maria Bolognesi (1924-1980), laica secolare della diocesi di Adria-Rovigo.
- Cerimonia del 14 settembre, celebrata a Villa Cura Brochero, presieduta dal cardinale Angelo Amato:
  - José Gabriel del Rosario Brochero (1840-1914), prete dell'arcidiocesi di Córdoba.
- Cerimonia del 21 settembre, celebrata presso la cattedrale di Sant'Alessandro a Bergamo, presieduta dal cardinale Angelo Amato:
  - Tommaso da Olera (1563-1631), religioso professo dell'Ordine dei Frati Minori Cappuccini.
- Cerimonia del 28 settembre, celebrata presso l'Arena di Pola, presieduta dal cardinale Angelo Amato:
  - Miroslav Bulešić (1920-1947), prete della diocesi di Parenzo e Pola, martire.
- Cerimonia del 5 ottobre, celebrata presso il PalaPanini di Modena, presieduta dal cardinale Angelo Amato:
  - Rolando Rivi (1931-1945), seminarista della diocesi di Reggio Emilia, martire.
- Cerimonia del 13 ottobre, celebrata presso il Complex Educatiu di Tarragona, presieduta dal cardinale Angelo Amato:
  - 522 martiri delle persecuzioni religiose durante la guerra civile spagnola.
- Cerimonia del 19 ottobre 2013, celebrata presso la basilica di Santo Stefano a Budapest, presieduta dal cardinale Angelo Amato:
  - Stefano Sándor, salesiano coadiutore, martire.
- Cerimonia del 10 novembre, celebrata nella cattedrale di Paderborn, presieduta dal cardinale Angelo Amato:
  - Maria Teresa Bonzel (1830-1905), religiosa, fondatrice delle Povere Suore Francescane dell'Adorazione Perpetua.

## Riti del 2014
- Cerimonia del 25 gennaio, celebrata nella basilica di Santa Chiara a Napoli, presieduta dal cardinale Angelo Amato:
  - Maria Cristina di Savoia (1812-1836), regina delle Due Sicilie.
- Cerimonia del 26 aprile, celebrata nella cattedrale di San Lorenzo ad Alba, presieduta dal cardinale Severino Poletto:
  - Giuseppe Girotti (1905-1945), sacerdote professo dell'Ordine dei Frati Predicatori, martire.
- Cerimonia del 17 maggio, celebrata nello stadio "Emil Alexandrescu" di Iași, presieduta dal cardinale Angelo Amato:
  - Anton Durcovici (1888-1951), vescovo di Iași, martire.
- Cerimonia del 24 maggio, celebrata nella cattedrale di Aversa, presieduta dal cardinale Angelo Amato:
  - Mario Vergara (1910-1950), sacerdote del Pontificio Istituto Missioni Estere, martire;
  - Isidoro Ngei Ko Lat (1920-1950), catechista, martire.
- Cerimonia del 31 maggio, celebrata presso il santuario dell'Amore Misericordioso a Collevalenza, presieduta dal cardinale Angelo Amato:
  - Speranza di Gesù Alhama Valera (1893-1983), religiosa, fondatrice delle congregazioni delle Ancelle dell'Amore Misericordioso e dei Figli dell'Amore Misericordioso.
- Cerimonia del 16 agosto, celebrata in piazza Gwanghwamun a Seul, presieduta da papa Francesco:
  - Paolo Yun Ji-chung (1759-1791) e 123 compagni, martiri coreani.
- Cerimonia del 20 settembre, celebrata nella cattedrale di Santa Maria Assunta di Como, presieduta dal cardinale Angelo Amato:
  - Giovannina Franchi (1807-1872), fondatrice delle Suore Infermiere dell'Addolorata.
- Cerimonia del 27 settembre, celebrata nel parco di Valdebebas a Madrid, presieduta dal cardinale Angelo Amato:
  - Álvaro del Portillo Díez de Sollano (1914-1994), vescovo titolare di Vita e prelato della Santa Croce e Opus Dei.
- Cerimonia del 4 ottobre, celebrata nella basilica-cattedrale del Sacro Cuore a Newark, presieduta dal cardinale Angelo Amato:
  - Miriam Teresa Demjanovich (1901-1927), religiosa professa della congregazione delle Suore di Carità di Sant'Elisabetta.
- Cerimonia del 12 ottobre, celebrata in piazzale Segni a Sassari, presieduta dal cardinale Angelo Amato:
  - Francesco Zirano (1564-1603), sacerdote professo dell'Ordine dei Frati Minori Conventuali e martire.
- Cerimonia del 19 ottobre, celebrata in piazza San Pietro a Roma, presieduta da papa Francesco:
  - Paolo VI (1897-1978), papa.
- Cerimonia del 25 ottobre, celebrata nella cattedrale di Nossa Senhora da Assunção a San Paolo, presieduta dal cardinale Angelo Amato:
  - Assunta Marchetti (1871-1948), cofondatrice delle Suore Missionarie di San Carlo Borromeo.
- Cerimonia del 1º novembre, celebrata nella cattedrale di María Inmaculada a Vitoria, presieduta dal cardinale Angelo Amato:
  - Pedro de Asúa Mendía (1890-1936), sacerdote e martire.

## Riti del 2015
- Cerimonia del 26 aprile, celebrata nella chiesa di Saint-Robert-Bellarmin a Rimouski, presieduta dal cardinale Angelo Amato:
  - Maria Elisabetta Turgeon (1840-1881), fondatrice delle Suore di Nostra Signora del Santo Rosario.
- Cerimonia del 2 maggio, celebrata nel Parco commerciale Dora di Torino, presieduta dal cardinale Angelo Amato:
  - Luigi della Consolata (1922-1977), religioso professo della congregazione dei Fratelli di San Giuseppe Benedetto Cottolengo.
- Cerimonia del 16 maggio, celebrata in piazza San Marco a Venezia, presieduta dal cardinale Angelo Amato:
  - Luigi Caburlotto (1817-1897), sacerdote, fondatore della congregazione delle Figlie di San Giuseppe.
- Cerimonia del 23 maggio, celebrata al Dedan Kimathi University Ground di Nyeri, presieduta dal cardinale Polycarp Pengo:
  - Irene Stefani (1891-1930), religiosa professa della congregazione delle Suore Missionarie della Consolata.
- Cerimonia del 23 maggio, celebrata in plaza del Divino Salvador del Mundo a San Salvador, presieduta dal cardinale Angelo Amato:
  - Óscar Romero (1917-1980), arcivescovo di San Salvador e martire.
- Cerimonia del 31 maggio, celebrata nella cattedrale di Sainte-Marie a Bayonne, presieduta dal cardinale Angelo Amato:
  - Louis-Édouard Cestac (1801-1868), sacerdote, fondatore della congregazione delle Ancelle di Maria.
- Cerimonia del 29 agosto, celebrata presso il convento patriarcale di Nostra Signora della Liberazione ad Harissa, presieduta dal patriarca Ignazio Giuseppe III Younan:
  - Flaviano Michele Melkī (1858-1915), religioso professo dei Fratelli missionari di Sant'Efrem, eparca di Gezira dei Siri e martire.
- Cerimonia del 5 settembre, celebrata presso la cattedrale di Santa Maria a Gerona, presieduta dal cardinale Angelo Amato:
  - Fidela (María Dolores) Oller Angelats (1869-1936), religiosa professa della congregazione delle Suore di San Giuseppe e martire;
  - Facunda (Caterina) Margenat Roura (1876-1936), religiosa professa della congregazione delle Suore di San Giuseppe e martire;
  - Josefa Monrabal Montaner (1901-1936), religiosa professa della congregazione delle Suore di San Giuseppe e martire.
- Cerimonia del 13 settembre, celebrata sul sito dell'erigendo santuario di Benedict Daswa a Thohoyandou, presieduta dal cardinale Angelo Amato:
  - Tshimangadzo Samuel Benedict Daswa (1946-1990), laico coniugato della diocesi di Tzaneen, martire.
- Cerimonia del 19 settembre, celebrata nella chiesa di San Francesco a San Miniato, presieduta dal cardinale Angelo Amato:
  - Pio Alberto del Corona (1837-1912), domenicano, arcivescovo-vescovo di San Miniato, fondatore delle suore domenicane dello Spirito Santo.
- Cerimonia del 26 settembre, celebrata nel santuario di San Giovanni Paolo II a Cracovia, presieduta dal cardinale Angelo Amato:
  - Chiara Szczęsna (1863-1916), religiosa, cofondatrice della congregazione delle Ancelle del Sacro Cuore di Gesù.
- Cerimonia del 3 ottobre, celebrata nella cattedrale di Nuestra Señora de la Asunción a Santander, presieduta dal cardinale Angelo Amato:
  - Pio Heredia Zubía e 17 compagni e compagne († 1936), degli ordini cistercensi della stretta osservanza e di San Bernardo, martiri.
- Cerimonia del 31 ottobre, celebrata nella piazza della cattedrale di San Pietro a Frascati, presieduta dal cardinale Angelo Amato:
  - Maria Teresa Casini (1864-1937), religiosa, fondatrice delle Suore Oblate del Sacro Cuore di Gesù.
- Cerimonia del 14 novembre, celebrata nel campo dell'ex aeroporto di Três Pontas, presieduta dal cardinale Angelo Amato:
  - Francisco de Paula Victor (1827-1905), sacerdote.
- Cerimonia del 21 novembre, celebrata nella cattedrale di Barcellona, presieduta dal cardinale Angelo Amato:
  - Federico de Berga (1877-1937) e 25 compagni, martiri.
- Cerimonia del 5 dicembre, celebrata nello stadio di Chimbote, in Perù, presieduta dal cardinale Angelo Amato:
  - Michał Tomaszek (1958-1991), sacerdote dell'Ordine dei frati minori conventuali e martire;
  - Zbigniew Strzałkowski (1960-1991), sacerdote dell'Ordine dei frati minori conventuali e martire;
  - Alessandro Dordi (1931-1991), sacerdote e martire.

## Riti del 2016
- Cerimonia del 23 aprile, celebrata nella cattedrale di Burgos, presieduta dal cardinale Angelo Amato:
  - Valentín Palencia Marquina (1871-1937), sacerdote, e 4 compagni laici dell'arcidiocesi di Burgos, martiri.
- Cerimonia del 21 maggio, celebrata nello stadio Marulla di Cosenza, presieduta dal cardinale Angelo Amato:
  - Francesco Maria Greco (1857-1931), sacerdote, fondatore delle Piccole Operaie dei Sacri Cuori di Acri.
- Cerimonia dell'11 giugno, celebrata nella cattedrale di Vercelli, presieduta dal cardinale Angelo Amato:
  - Giacomo Abbondo (1720-1788), sacerdote.
- Cerimonia del 12 giugno, celebrata nella cattedrale di Monreale, presieduta dal cardinale Angelo Amato:
  - Maria di Gesù Santocanale (1852-1923), religiosa, fondatrice delle Suore cappuccine dell'Immacolata di Lourdes.
- Cerimonia del 18 giugno, celebrata presso il santuario della Madonna Incoronata di Foggia, presieduta dal cardinale Angelo Amato:
  - Maria Celeste del Santissimo Salvatore (1696-1755), religiosa, fondatrice dell'Ordine del Santissimo Redentore.
- Cerimonia del 27 agosto, celebrata presso il parco Francisco de Aguirre di Santiago del Estero, presieduta dal cardinale Angelo Amato:
  - Maria Antonia di San Giuseppe (1730-1799), religiosa, fondatrice delle Figlie del Divin Salvatore.
- Cerimonia dell'11 settembre, celebrata nella cattedrale di Karaganda, presieduta dal cardinale Angelo Amato:
  - Władysław Bukowiński (1904-1974), sacerdote.
- Cerimonia del 17 settembre, celebrata presso davanti alla basilica della Santissima Trinità di Saccargia, a Codrongianos, presieduta dal cardinale Angelo Amato:
  - Elisabetta Sanna (1788-1857), vedova, del Terz'ordine secolare di San Francesco.
- Cerimonia del 24 settembre, celebrata nella cattedrale di Würzburg, presieduta dal cardinale Angelo Amato:
  - Engelmar Unzeitig (1911-1945), sacerdote professo della congregazione dei Missionari di Mariannhill e martire.
- Cerimonia dell'8 ottobre, celebrata nella cattedrale di Oviedo, presieduta dal cardinale Angelo Amato:
  - Gennaro Fueyo (1864-1936), sacerdote, e 3 compagni laici dell'arcidiocesi di Oviedo, martiri.
- Cerimonia del 29 ottobre, celebrata nella cattedrale dell'Almudena a Madrid, presieduta dal cardinale Angelo Amato:
  - José Antón Gómez (1878-1936) e 3 compagni, sacerdoti professi della Congregazione di Solesmes dell'Ordine di San Benedetto, martiri.
- Cerimonia del 5 novembre, celebrata nella piazza della cattedrale di Scutari, presieduta dal cardinale Angelo Amato:
  - Vinçenc Prennushi (1885-1949), arcivescovo francescano di Durazzo, e 37 compagni, martiri.
- Cerimonia del 19 novembre, celebrata nel Parco delle esposizioni ad Avignone, presieduta dal cardinale Angelo Amato:
  - Maria Eugenio di Gesù Bambino (1894-1967), sacerdote professo dell'ordine dei carmelitani scalzi, fondatore dell'Istituto Nostra Signora della Vita.
- Cerimonia dell'11 dicembre, celebrata nella cattedrale di Vientiane, presieduta dal cardinale Orlando Beltran Quevedo:
  - Joseph Thao Tiên (1918-1954), sacerdote diocesano, e 14 compagni (5 sacerdoti della Società per le Missioni Estere di Parigi, 5 sacerdoti degli Oblati di Maria Immacolata e 4 laici), martiri;
  - Mario Borzaga (1932-1960), sacerdote professo dell'ordine dei missionari Oblati di Maria Immacolata, martire;
  - Paul Thoj Xyooj (1941-1960), catechista, martire.

## Riti del 2017
- Cerimonia del 7 febbraio, celebrata nella Osaka-jō Hall di Osaka, presieduta dal cardinale Angelo Amato:
  - Giusto Takayama Ukon (1552 circa-1615), laico, martire.
- Cerimonia del 18 marzo, celebrata nella concattedrale di Bolzano, presieduta dal cardinale Angelo Amato:
  - Giuseppe Mayr-Nusser (1919-1945), laico, martire.
- Cerimonia del 25 marzo, celebrata nel Palazzo delle Esposizioni e dei Congressi di Aguadulce, presieduta dal cardinale Angelo Amato:
  - José Alvarez-Benavides, sacerdote e 114 compagni martiri.
- Cerimonia del 22 aprile, celebrata nella cattedrale di Oviedo, presieduta dal cardinale Angelo Amato:
  - Louis-Antoine Ormières (1809-1890), sacerdote, fondatore della congregazione delle Suore del Santo Angelo Custode.
- Cerimonia del 29 aprile, celebrata nella basilica di Sant'Anastasia a Verona, presieduta dal cardinale Angelo Amato:
  - Leopoldina Naudet (1773-1834), fondatrice della congregazione delle Sorelle della Sacra Famiglia.
- Cerimonia del 6 maggio, celebrata nella cattedrale di Santa Maria a Gerona, presieduta dal cardinale Angelo Amato:
  - Antonio Arribas Hortigüela, sacerdote e 6 compagni martiri della congregazione dei Missionari del Sacro Cuore di Gesù.
- Cerimonia del 13 maggio, celebrata nella Saint Francis Xavier Church di Dublino, presieduta dal cardinale Angelo Amato:
  - John Sullivan (1861-1933), sacerdote professo della Compagnia di Gesù.
- Cerimonia del 10 giugno, celebrata in piazza Europa a La Spezia, presieduta dal cardinale Angelo Amato:
  - Itala Mela (1904-1957), oblata benedettina.
- Cerimonia del 25 giugno, celebrata nella cattedrale di Vilnius, presieduta dal cardinale Angelo Amato:
  - Teofilius Matulionis (1873-1962), arcivescovo-vescovo di Kaišiadorys, martire.
- Cerimonia dell'8 settembre, celebrata nel Terreno di Catama a Villavicencio, presieduta da papa Francesco:
  - Jesús Emilio Jaramillo Monsalve (1916-1989), vescovo di Arauca, martire;
  - Pedro María Ramírez Ramos (1899-1948), sacerdote e martire.
- Cerimonia del 23 settembre, celebrata presso il Cox Convention Centre di Oklahoma City, presieduta dal cardinale Angelo Amato:
  - Stanley Francis Rother (1935-1981), sacerdote e martire.
- Cerimonia del 30 settembre, celebrata presso la chiesa della Sacra Famiglia a Bratislava, presieduta dal cardinale Angelo Amato:
  - Titus Zeman (1915-1969), presbitero salesiano e martire.
- Cerimonia del 7 ottobre, celebrata nella cattedrale di Milano, presieduta dal cardinale Angelo Amato:
  - Arsenio da Trigolo (1849-1809), presbitero cappuccino e fondatore dell'isitituto Suore di Maria Santissima Consolatrice.
- Cerimonia del 21 ottobre, celebrata nella basilica della Sagrada Família a Barcellona, presieduta dal cardinale Angelo Amato:
  - Mateo Casals, Teófilo Casajús, Fernando Saperas e 106 compagni, martiri della congregazione clarettiana.
- Cerimonia del 28 ottobre, celebrata nel Parque de Eventos da Festa da Uva a Caxias do Sul, presieduta dal cardinale Angelo Amato:
  - Giovanni Schiavo (1903-1967), sacerdote della Congregazione di San Giuseppe.
- Cerimonia del 4 novembre, celebrata presso il Saint Paul Institute of Professional Studies di Indore, presieduta dal cardinale Angelo Amato:
  - Rani Maria Vattalil (1954-1995), religiosa delle Suore Francescane Clarisse, martire.
- Cerimonia dell'11 novembre, celebrata nel Palacio de Vistalegre di Madrid, presieduta dal cardinale Angelo Amato:
  - Vicenç Queralt Lloret e 20 compagni, martiri;
  - José Maria Fernández Sánchez e 38 compagni, martiri.
- Cerimonia del 18 novembre, celebrata nello stadio Ford Field di Detroit, presieduta dal cardinale Angelo Amato:
  - Francesco Solano Casey (1870-1957), presbitero dell'Ordine dei Frati Minori Cappuccini.
- Cerimonia del 25 novembre, celebrata presso la Cattedrale dell'Assunzione di Maria Santissima, Córdoba, presieduta dal cardinale Angelo Amato:
  - Caterina di Maria Rodríguez de Zavalía (1823-1896), vedova, fondatrice delle Ancelle del Cuore di Gesù.

## Riti del 2018
- Cerimonia del 3 febbraio, celebrata nel Palazzetto dello Sport di Vigevano, presieduta dal cardinale Angelo Amato:
  - Teresio Olivelli (1916-1945), laico e martire.
- Cerimonia del 15 aprile, celebrata a Vohipeno, presieduta dal cardinale Maurice Piat:
  - Lucien Botovasoa (1908-1947), laico e membro del Terz'Ordine Francescano, martire.
- Cerimonia del 28 aprile, celebrata nel Santuario della Divina Misericordia a Cracovia, presieduta dal cardinale Angelo Amato:
  - Hanna Chrzanowska (1902-1973), laica ed oblata benedettina.
- Cerimonia del 1º maggio, celebrata nella Piazza della Cattedrale di Szombathely, presieduta dal cardinale Angelo Amato:
  - János Brenner (1931-1957), sacerdote e martire.
- Cerimonia del 5 maggio, celebrata nella Cattedrale di Aquisgrana, presieduta dal cardinale Angelo Amato:
  - Clara Fey (1815-1894), religiosa e fondatrice delle Suore del Povero Bambino Gesù.
- Cerimonia del 26 maggio, celebrata nel Duomo di Piacenza, presieduta dal cardinale Angelo Amato:
  - Leonella Sgorbati (1940-2006), religiosa della congregazione delle Suore Missionarie della Consolata e martire.
- Cerimonia del 2 giugno, celebrata nel Duomo di Napoli, presieduta dal cardinale Angelo Amato:
  - Maria Crocifissa del Divino Amore (1892-1973), religiosa e fondatrice delle Suore Apostole del Sacro Cuore.
- Cerimonia del 10 giugno, celebrata nel Parco delle Esposizioni di Agen, presieduta dal cardinale Angelo Amato:
  - Maria della Concezione (1789-1828), religiosa e fondatrice delle Figlie di Maria Immacolata di Agen.
- Cerimonia del 16 giugno, celebrata nello stadio di baseball dell'Universidad Central de Venezuela a Caracas, presieduta dal cardinale Angelo Amato:
  - María Carmen Rendiles Martínez (1903-1977), religiosa e fondatrice delle Serve di Gesù.
- Cerimonia del 23 giugno, celebrata nello Stadio General Pablo Rojas di Asunción, presieduta dal cardinale Angelo Amato:
  - Maria Felicia di Gesù Sacramentato (1925-1959), religiosa professa dell'ordine delle carmelitane scalze.
- Cerimonia del 1º settembre, celebrata nel Lokomotìva Stadium di Košice, presieduta dal cardinale Giovanni Angelo Becciu:
  - Anna Kolesárová (1928-1944), laica e martire.
- Cerimonia del 9 settembre, celebrata nella Cattedrale di Strasburgo, presieduta dal cardinale Giovanni Angelo Becciu:
  - Alfonsa Maria Eppinger (1814-1867), fondatrice delle Suore del Santissimo Salvatore.
- Cerimonia del 22 settembre, celebrata nella Chiesa della Dormizione della Madre del Signore a Nisiporești, presieduta dal cardinale Giovanni Angelo Becciu:
  - Veronica Antal (1935-1958), vergine laica e martire.
- Cerimonia del 30 settembre, celebrata nella Cattedrale di Marsiglia, presieduta dal cardinale Giovanni Angelo Becciu:
  - Jean-Baptiste Fouque (1851-1926), sacerdote.
- Cerimonia del 20 ottobre, celebrata nella Catedral de la Encarnación di Malaga, presieduta dal cardinale Giovanni Angelo Becciu:
  - Tiburcio Arnáiz Muñoz (1865-1926), sacerdote professo della Compagnia di Gesù.
- Cerimonia del 27 ottobre, celebrata presso il Polideportivo di Morales, presieduta dal cardinale Giovanni Angelo Becciu:
  - Tullio Maruzzo (1929-1981) sacerdote professo dell'Ordine dei Frati Minori, martire;
  - Luis Obdulio Arroyo Navarro (1950-1981), laico e membro del Terz'Ordine Francescano, martire.
- Cerimonia del 3 novembre, celebrata nella basilica di San Giovanni in Laterano a Roma, presieduta dal cardinale Giovanni Angelo Becciu:
  - Clelia Merloni (1861-1930), religiosa e fondatrice delle Apostole del Sacro Cuore di Gesù.
- Cerimonia del 10 novembre, celebrata nella Basilica della Sagrada Família a Barcellona, presieduta dal cardinale Giovanni Angelo Becciu:
  - Teodoro Illera del Olmo e 15 compagni, martiri.
- Cerimonia dell'8 dicembre, celebrata nel Santuario di Notre-Dame de Santa Cruz ad Orano, presieduta dal cardinale Giovanni Angelo Becciu:
  - Pierre Lucien Claverie e 18 compagni, martiri.

### Beatificazione equipollente
- Decreto del 7 novembre:
  - Michał Giedrojć (1420-1485), religioso professo della congregazione dei Canonici regolari della penitenza dei Beati Martiri.

## Riti del 2019
- Cerimonia del 9 marzo, celebrata nella Cattedrale di Oviedo, presieduta dal cardinale Giovanni Angelo Becciu:
  - Ángel Cuartas Cristóbal e 8 compagni, seminaristi e martiri.
- Cerimonia del 23 marzo, celebrata nella Cattedrale di Tarragona, presieduta dal cardinale Giovanni Angelo Becciu:
  - Mariano Mullerat i Soldevila (1897-1936), laico e padre di famiglia, martire.
- Cerimonia del 27 aprile, celebrata presso il "Parque de la Ciudad" di La Rioja, presieduta dal cardinale Giovanni Angelo Becciu:
  - Enrique Ángel Angelelli Carletti, vescovo di La Rioja, e 3 compagni, martiri.
- Cerimonia del 4 maggio, celebrata nella Basilica di Nostra Signora di Guadalupe a Città del Messico, presieduta dal cardinale Giovanni Angelo Becciu:
  - María Concepción Cabrera Arias de Armida (1862-1937), laica e madre di famiglia.
- Cerimonia del 18 maggio, celebrata nel Palacio de Vistalegre di Madrid, presieduta dal cardinale Giovanni Angelo Becciu:
  - María Guadalupe Ortiz de Landázuri (1916-1975), laica dell'Opus Dei.
- Cerimonia del 2 giugno, celebrata nel Campo della Libertà a Blaj, presieduta da papa Francesco:
  - Valeriu Traian Frențiu (1875-1952), vescovo e martire;
  - Vasile Aftenie (1889-1950), vescovo e martire;
  - Ioan Suciu (1907-1953), vescovo e martire;
  - Titu Liviu Chinezu (1904-1955), vescovo e martire;
  - Ioan Bălan (1880-1959), vescovo e martire;
  - Alexandru Rusu (1884-1963), vescovo e martire;
  - Iuliu Hossu (1885-1970), vescovo e martire.
- Cerimonia del 15 giugno, celebrata presso l'ippodromo di Pozzomaggiore, presieduta dal cardinale Giovanni Angelo Becciu:
  - Edvige Carboni (1881-1952), mistica e laica.
- Cerimonia del 22 giugno, celebrata nella Cattedrale di Madrid, presieduta dal cardinale Giovanni Angelo Becciu:
  - Maria del Carmen Lacaba Andía e 13 compagne, religiose professe dell'Ordine delle Concezioniste Francescane e martiri.
- Cerimonia del 14 settembre, celebrata nel Cattedrale di Forlì, presieduta dal cardinale Giovanni Angelo Becciu:
  - Benedetta Bianchi Porro (1936-1964), laica.
- Cerimonia del 15 settembre, celebrata nella Cattedrale di Limburgo, presieduta dal cardinale Kurt Koch:
  - Richard Henkes (1900-1945), sacerdote della Società dell'apostolato cattolico e martire.
- Cerimonia del 19 ottobre, celebrata nella Cattedrale di Crema, presieduta dal cardinale Giovanni Angelo Becciu:
  - Alfredo Cremonesi (1902-1953), sacerdote professo del PIME e martire.
- Cerimonia del 9 novembre, celebrata nella Cattedrale di Granada, presieduta dal cardinale Giovanni Angelo Becciu:
  - María Emilia Riquelme Zayas (1847-1940), fondatrice delle Religiose missionarie del Santissimo Sacramento e di Maria Immacolata.
- Cerimonia del 16 novembre, celebrata nello Stadio Olimpico di Riobamba, presieduta dal cardinale Giovanni Angelo Becciu:
  - Víctor Emilio Moscoso Cárdenas (1846-1897), sacerdote gesuita e martire.
- Cerimonia del 23 novembre, celebrata presso la "Chácara do Padre Donizetti" a Tambaú, presieduta dal cardinale Giovanni Angelo Becciu:
  - Donizetti Tavares de Lima (1882-1961), sacerdote.
- Cerimonia del 7 dicembre, celebrata nel Complesso Sportivo del Collegio De La Salle a Huehuetenango, presieduta dal cardinale José Luis Lacunza Maestrojuán:
  - James Alfred Miller (1944-1982), religioso professo dei Fratelli delle Scuole Cristiane e martire.

## Riti del 2020
- Cerimonia del 26 settembre, celebrata nella cattedrale di Napoli, presieduta dal cardinale Crescenzio Sepe:
  - Maria Luigia del Santissimo Sacramento (1826-1886), religiosa e fondatrice dell'Istituto delle Suore Francescane Adoratrici della Santa Croce.
- Cerimonia del 4 ottobre, celebrata in Piazza Maggiore a Bologna, presieduta dal cardinale Matteo Zuppi:
  - Olinto Marella (1882-1969), sacerdote.
- Cerimonia del 10 ottobre, celebrata nella basilica di San Francesco ad Assisi, presieduta dal cardinale Agostino Vallini:
  - Carlo Acutis (1991-2006), laico.
- Cerimonia del 31 ottobre, celebrata nella cattedrale di Hartford, presieduta dal cardinale Joseph William Tobin:
  - Michael J. McGivney (1852-1890), sacerdote diocesano, fondatore dell'Ordine dei Cavalieri di Colombo.
- Cerimonia del 7 novembre, celebrata nella basilica della Sagrada Família a Barcellona, presieduta dal cardinale Juan José Omella:
  - Joan Roig i Diggle (1917-1936), laico e martire.

## Riti del 2021
- Cerimonia del 17 aprile, celebrata nella Basilica dell'abbazia di Casamari a Veroli, presieduta dal cardinale Marcello Semeraro:
  - Siméon Cardon e 5 compagni, religiosi professi della Congregazione cistercense di Casamari, martiri.
- Cerimonia del 23 aprile, celebrata nella cattedrale di Santa Cruz del Quiché, presieduta dall'arcivescovo Francisco Montecillo Padilla:
  - José María Gran Cirera e 9 compagni, martiri.
- Cerimonia del 30 aprile, celebrata nella Chiesa del "Colegio de La Salle La Colina" a Caracas, presieduta dall'arcivescovo Aldo Giordano:
  - José Gregorio Hernández (1864-1919), laico dell'Ordine francescano secolare.
- Cerimonia del 9 maggio, celebrata nella Cattedrale di Agrigento, presieduta dal cardinale Marcello Semeraro:
  - Rosario Angelo Livatino (1952-1990), laico e martire.
- Cerimonia del 15 maggio, celebrata nella basilica di San Giovanni in Laterano a Roma, presieduta dal cardinale Angelo De Donatis:
  - Francesco Maria della Croce (1848-1918), sacerdote, fondatore della Società del Divin Salvatore.
- Cerimonia del 29 maggio, celebrata nella Cattedrale di Astorga, presieduta dal cardinale Marcello Semeraro:
  - María Pilar Gullón Yturriaga (1911-1936), laica, martire;
  - Octavia Iglesias Blanco (1894-1936), laica, martire;
  - Olga Pérez-Monteserín Núñez (1913-1936), laica, martire.
- Cerimonia del 6 giugno, celebrata nello Stadio comunale di Chiavenna, presieduta dal cardinale Marcello Semeraro:
  - Maria Laura Mainetti (1939-2000), religiosa delle Figlie della Croce, Suore di Sant'Andrea, martire.
- Cerimonia del 4 settembre, celebrata sul sagrato della Chiesa di San José de Piedra Blanca, presieduta dal cardinale Luis Héctor Villalba:
  - Mamerto Esquiú (1826-1883), dell'Ordine dei frati minori, vescovo di Córdoba.
- Cerimonia del 12 settembre, celebrata nel Tempio della Divina Provvidenza a Varsavia, presieduta dal cardinale Marcello Semeraro:
  - Stefan Wyszyński (1901-1981), cardinale, arcivescovo di Gniezno e Varsavia;
  - Elżbieta Czacka (al secolo "Róża") (1876-1961), religiosa, fondatrice della Francescane ancelle della Croce di Laski.
- Cerimonia del 26 settembre, celebrata nella basilica di San Petronio a Bologna, presieduta dal cardinale Marcello Semeraro:
  - Giovanni Fornasini (1915-1944), sacerdote e martire.
- Cerimonia del 3 ottobre, celebrata nella basilica dell'Immacolata Concezione a Catanzaro, presieduta dal cardinale Marcello Semeraro:
  - Gaetana Tolomeo (1936-1997), laica;
  - Mariantonia Samà (1875-1953), laica.
- Cerimonia del 9 ottobre, celebrata nella Cattedrale di Napoli, presieduta dal cardinale Marcello Semeraro:
  - Maria Lorenza Longo (1463-1539), fondatrice dell'Ospedale degli Incurabili in Napoli e delle Monache clarisse cappuccine.
- Cerimonia del 10 ottobre, celebrata nella Concattedrale di Maria Santissima di Romania a Tropea, presieduta dal cardinale Marcello Semeraro:
  - Francesco Mottola (1901-1969), sacerdote.
- Cerimonia del 16 ottobre, celebrata nella Cattedrale di Cordova, presieduta dal cardinale Marcello Semeraro:
  - Juan Elías Medina e 126 compagni, martiri.
- Cerimonia del 23 ottobre, celebrata nella Cattedrale di Brescia, presieduta dal cardinale Marcello Semeraro:
  - Lucia dell'Immacolata (1909-1954), religiosa professa dell'Istituto delle Ancelle della Carità.
- Cerimonia del 24 ottobre, celebrata nella Cattedrale di Rimini, presieduta dal cardinale Marcello Semeraro:
  - Alessandra Sabattini (1961-1984), laica della Comunità Papa Giovanni XXIII.
- Cerimonia del 30 ottobre, celebrata nella Cattedrale di Tortosa, presieduta dal cardinale Marcello Semeraro:
  - Francisco Cástor Sojo López e 3 compagni, sacerdoti del Sodalizio secolare dei sacerdoti operai diocesani, martiri.
- Cerimonia del 6 novembre, celebrata nella Basilica di Santa Maria de la Seu a Manresa, presieduta dal cardinale Marcello Semeraro:
  - Benet de Santa Coloma de Gramenet e 2 compagni, dell'Ordine dei frati minori cappuccini, martiri.
- Cerimonia del 20 novembre, celebrata nella Cattedrale di Katowice, presieduta dal cardinale Marcello Semeraro:
  - Jan Franciszek Macha (1914-1942), sacerdote e martire.

## Riti del 2022
- Cerimonia del 22 gennaio, celebrata in piazza "Divino Salvador del Mundo" a San Salvador, presieduta dal cardinale Gregorio Rosa Chávez:
  - Rutilio Grande García e 2 compagni († 1977), martiri;
  - Cosma Spessotto (1923-1980), sacerdote professo dell'Ordine dei frati minori e martire.
- Cerimonia del 26 febbraio, celebrata nella cattedrale di Granada, presieduta dal cardinale Marcello Semeraro:
  - Cayetano Giménez Martín e 15 compagni († 1936), martiri.
- Cerimonia del 30 aprile, celebrata nel duomo di Milano, presieduta dal cardinale Marcello Semeraro:
  - Mario Ciceri (1900-1945), sacerdote;
  - Armida Barelli (1882-1952), cofondatrice delle Missionarie della Regalità di Nostro Signore Gesù Cristo e dell'Opera della regalità di Nostro Signore Gesù Cristo.
- Cerimonia del 7 maggio, celebrata a La Florida, presieduta dal cardinale Baltazar Enrique Porras Cardozo:
  - María Agustina Rivas López (1920-1990), religiosa professa della Congregazione delle suore di Nostra Signora della Carità del Buon Pastore e martire.
- Cerimonia del 22 maggio, celebrata all'Eurexpo di Lione, presieduta dal cardinale Luis Antonio Tagle:
  - Pauline Marie Jaricot (1799-1862), fondatrice della Pontificia Opera della Propagazione della Fede e dell'Associazione del Rosario Vivente.
- Cerimonia del 28 maggio, celebrata in Piazza Grande a Modena, presieduta dal cardinale Marcello Semeraro:
  - Luigi Lenzini (1881-1945), sacerdote e martire.
- Cerimonia del 4 giugno, celebrata presso il convento delle Suore francescane della Croce a Jal el Dib - Bkenneya, presieduta dal cardinale Marcello Semeraro:
  - Léonard Melki (1881-1915), sacerdote professo dell'Ordine dei frati minori cappuccini e martire;
  - Thomas Saleh (1879-1917), sacerdote professo dell'Ordine dei frati minori cappuccini e martire.
- Cerimonia dell'11 giugno, celebrata nella cattedrale di Breslavia, presieduta dal cardinale Marcello Semeraro:
  - Paschalina Jahn e 9 compagne († 1945), religiose professe della Congregazione delle Suore di Santa Elisabetta e martiri.
- Cerimonia del 18 giugno, celebrata nella cattedrale di Siviglia, presieduta dal cardinale Marcello Semeraro:
  - Ángel Marina Álvarez, Juan Aguilar Donis, Fructuoso Pérez Márquez, Isabela Sánchez Romero e 23 compagni († 1936-1937), dell'Ordine domenicano, martiri.
- Cerimonia del 2 luglio, celebrata nella cattedrale di San Ramón de la Nueva Orán, presieduta dal cardinale Marcello Semeraro:
  - Pedro Ortiz de Zárate (1626-1683), sacerdote e martire;
  - Giovanni Antonio Solinas (1643-1683), sacerdote professo della Compagnia di Gesù e martire.
- Cerimonia del 16 luglio, celebrata nella basilica di San Vito ad Ellwangen, presieduta dal cardinale Jean-Claude Hollerich:
  - Johann Philipp Jeningen (1642-1704), sacerdote professo della Compagnia di Gesù.
- Cerimonia del 4 settembre, celebrata in piazza San Pietro, presieduta da papa Francesco:
  - Giovanni Paolo I (1912-1978), papa.
- Cerimonia del 9 ottobre, celebrata nella cattedrale di Fabriano, presieduta dal cardinale Marcello Semeraro:
  - Maria Costanza Panas (al secolo: Agnese Pacifica) (1896-1963), monaca clarissa cappuccina.
- Cerimonia del 16 ottobre, celebrata in piazza Avis a Boves, presieduta dal cardinale Marcello Semeraro:
  - Giuseppe Bernardi (1897-1943), sacerdote diocesano e martire;
  - Mario Ghibaudo (1920-1943), sacerdote diocesano e martire.
- Cerimonia del 22 ottobre, celebrata nella cattedrale dell'Almudena, presieduta dal cardinale Marcello Semeraro:
  - Vicente Nicasio Renuncio Toribio e 11 compagni († 1936), della Congregazione del Santissimo Redentore, martiri.
- Cerimonia del 24 ottobre, celebrata nel Parque de Exposiciones Pedro Felício Cavalcanti di Crato, presieduta dal cardinale Leonardo Ulrich Steiner:
  - Benigna Cardoso da Silva (1928-1941), laica e martire.
- Cerimonia del 29 ottobre, celebrata nella cattedrale di Medellín, presieduta dal cardinale Marcello Semeraro:
  - Maria Berenice Duque Hencker (al secolo Anna Giulia) (1898-1993), religiosa e fondatrice della Congregazione delle Piccole Suore dell’Annunciazione.
- Cerimonia del 5 novembre, celebrata nello stadio municipale Kinoru di Meru, presieduta dal cardinale Antoine Kambanda:
  - Maria Carola Cecchin (al secolo Fiorina) (1877-1925), religiosa professa della Congregazione delle suore di San Giuseppe Benedetto Cottolengo.
- Cerimonia del 20 novembre, celebrata nella località di Kalongo, presieduta dall'arcivescovo Luigi Bianco:
  - Giuseppe Ambrosoli (1923-1987), sacerdote e missionario comboniano.
- Cerimonia del 10 dicembre, celebrata nel Parque de Exposições Senador Bias Fortes di Barbacena, presieduta dal cardinale Raymundo Damasceno Assis:
  - Isabel Cristina Mrad Campos (1962-1982), laica e martire.

## Riti del 2023
- Cerimonia del 22 aprile, celebrata nella basilica di Saint-Sulpice a Parigi, presieduta dal cardinale Marcello Semeraro:
  - Henri Planchat (1823-1871), sacerdote professo dell'istituto dei religiosi di San Vincenzo de' Paoli, martire;
  - Ladislas Radigue e 3 compagni († 1871), sacerdoti professi della congregazione dei Sacri Cuori di Gesù e Maria, martiri.
- Cerimonia del 6 maggio, celebrata nella cattedrale di Granada, presieduta dal cardinale Marcello Semeraro:
  - Maria de la Concepción Barrecheguren y García (1905-1927), laica.
- Cerimonia del 6 maggio, celebrata nello Stadio del Centenario di Montevideo, presieduta dal cardinale Paulo Cezar Costa:
  - Jacinto Vera y Durán (1813-1881), vescovo di Montevideo.
- Cerimonia del 25 giugno, celebrata nel sagrato della basilica santuario di Santa Maria de Finibus Terrae a Santa Maria di Leuca, presieduta dal cardinale Marcello Semeraro:
  - Elisa Martinez (1905-1991), religiosa e fondatrice delle Figlie di Santa Maria di Leuca.
- Cerimonia del 10 settembre, celebrata a Markowa, presieduta dal cardinale Marcello Semeraro:
  - Józef e Wiktoria Ulma († 1944), coniugi, e i loro sette figli, martiri.
- Cerimonia del 30 settembre, celebrata nella cattedrale di Piacenza, presieduta dal cardinale Marcello Semeraro:
  - Giuseppe Beotti (1912-1944), sacerdote diocesano, martire.
- Cerimonia del 18 novembre, celebrata nella cattedrale di Siviglia, presieduta dal cardinale Marcello Semeraro:
  - Manuel González-Serna Rodríguez e 19 compagni († 1936), sacerdoti diocesani, seminaristi, laici e laiche, martiri.
- Cerimonia del 16 dicembre, celebrata nel sagrato della basilica di Nostra Signora di Luján, presieduta dal cardinale Fernando Vérgez Alzaga:
  - Eduardo Francisco Pironio (1920-1998), cardinale e arcivescovo.

## Riti del 2024
- Cerimonia del 26 maggio, celebrata nella cattedrale di Novara, presieduta dal cardinale Marcello Semeraro:
  - Giuseppe Rossi (1912-1945), sacerdote diocesano, martire.
- Cerimonia del 15 giugno, celebrata nel santuario della Divina Misericordia di Cracovia, presieduta dal cardinale Marcello Semeraro:
  - Michał Rapacz (1904-1946), sacerdote diocesano, martire.
- Cerimonia del 2 agosto, celebrata nel palazzo patriarcale di Bkerké, presieduta dal cardinale Marcello Semeraro:
  - Stefano Douayhy (1630-1704), patriarca di Antiochia dei maroniti.
- Cerimonia del 18 agosto, celebrata sul sagrato della cattedrale di San Paolo ad Uvira, presieduta dal cardinale Fridolin Ambongo Besungu:
  - Luigi Carrara (1933-1964), sacerdote professo della pia società di San Francesco Saverio per le missioni estere, martire;
  - Giovanni Didonè (1930-1964), sacerdote professo della pia società di San Francesco Saverio per le missioni estere, martire;
  - Vittorio Faccin (1934-1964), religioso professo della pia società di San Francesco Saverio per le missioni estere, martire;
  - Albert Joubert (1908-1964), sacerdote diocesano, martire.
- Cerimonia del 31 agosto, celebrata nella basilica dei Sette Dolori della Vergine Maria di Šaštín, presieduta dal cardinale Marcello Semeraro:
  - Ján Havlík (1928-1965), seminarista della congregazione della missione, martire.
- Cerimonia del 14 settembre, celebrata nella basilica di Nostra Signora di Guadalupe di Città del Messico, presieduta dal cardinale Marcello Semeraro:
  - Moisés Lira Serafín (1893-1950), sacerdote diocesano, fondatore della congregazione delle missionarie della carità di Maria Immacolata.
- Cerimonia del 29 settembre, celebrata nello stadio Re Baldovino di Bruxelles, presieduta da papa Francesco:
  - Anna di Gesù de Lobera y Torres (1545-1621), monaca professa dell'ordine delle carmelitane scalze.
- Cerimonia del 9 novembre, celebrata nella cattedrale di Siviglia, presieduta dal cardinale Marcello Semeraro:
  - José Torres Padilla (1811-1878), sacerdote diocesano, cofondatore delle Sorelle della compagnia della Croce.
- Cerimonia del 16 novembre, celebrata nella cattedrale di Scutari, presieduta dal cardinale Marcello Semeraro:
  - Luigj Paliq (al secolo "Mati") (1877-1913), sacerdote professo dell'Ordine dei frati minori, martire;
  - Gjon Gazulli (1893-1927), sacerdote diocesano, martire.
- Cerimonia del 17 novembre, celebrata nella cattedrale di Friburgo in Brisgovia, presieduta dal cardinale Kurt Koch:
  - Max Josef Metzger (1887-1944), sacerdote diocesano, fondatore dell'Istituto secolare Societas Christi Regis, martire.
- Cerimonia del 23 novembre, celebrata nella basilica della Sagrada Família di Barcellona, presieduta dal cardinale Marcello Semeraro:
  - Gaietà Clausellas Ballvé (1863-1936), sacerdote diocesano, martire;
  - Antoni Tort Reixachs (1895-1936), laico e padre di famiglia, martire.

### Concessione dell'indulto per la celebrazione della messa e dell'ufficio
- Decreto del 18 maggio:
  - Guido di Montpellier (1160-1208), religioso fondatore degli Ospedalieri di Santo Spirito.

### Beatificazione equipollente
- Decreto del 25 novembre:
  - Juana Vázquez y Gutiérrez (1481-1534), badessa, religiosa professa del Terz'Ordine di San Francesco.

## Riti del 2025
- Cerimonia del 12 gennaio, celebrata nella basilica di San Giovanni in Laterano a Roma, presieduta dal cardinale Marcello Semeraro:
  - Giovanni Merlini (1795-1873), sacerdote, moderatore generale della Congregazione dei Missionari del Preziosissimo Sangue.